# Henri-Alexandre Deslandres
Henri Alexandre Deslandres (24 de julio de 1853-15 de enero de 1948) fue un astrónomo francés, director del Meudon y de los Observatorios de París, que llevó a cabo estudios intensivos sobre el comportamiento de la cromosfera en el Sol.

## Biografía
Los años anteriores a su graduación en la École Polytechnique estuvieron marcados por las consecuencias de la Guerra Franco-Prusiana y el caos de la Comuna de París, de manera que cuando se graduó en 1874, respondió a la continua tensión militar entre Francia y la emergente Alemania iniciando su carrera militar. Tras alcanzar el rango de capitán de ingenieros, se mostró cada vez más interesado en la física y en 1881 dimitió de su puesto en el ejército para unirse a Alfred Cornu en el laboratorio de la École Polytechnique, dedicándose a la espectroscopia, trabajo que continuó en la Sorbona, obteniendo su doctorado en 1888. En paralelo con Johann Balmer, localizó los patrones numéricos de las líneas espectrales, uno de los catalizadores del desarrollo de la mecánica cuántica en el siglo XX.
En 1868, las observaciones solares de Pierre Janssen le habían llevado a informar a la Academia de Ciencias de Francia que "ya no son la geometría y la mecánica las que dominan [en astronomía], sino la física y la química". Este consejo fue obstinadamente rehusado por el director del Observatorio de París, Urbain Le Verrier, por lo que el gobierno francés tan solo otorgó a Janssen una subvención para establecer un observatorio astrofísico en Meudon (a las afueras de París) con el propio Janssen como único astrónomo. En 1889, Le Verrier fue sucedido por Amédée Mouchez, que por fin decidió poner las labores de astrofísica en primer plano, contratando a Deslandres. 
Simultáneamente con George Hale, Deslandres desarrolló el espectroheliógrafo.
En 1898 se unió a Janssen en Meudon, aumentando el personal científico en un 100%. A la muerte de Janssen en 1907, Deslandres fue nombrado director, embarcándose en un programa en expansión. Cuando estalló la Primera Guerra Mundial en 1914, a pesar de haber cumplido ya 60 años, regresó al ejército en el arma de ingenieros, primero como comandante y después como teniente coronel. En 1918, tras el armisticio, retornó a su oficina en Meudon, hasta que en 1926 su departamento fue fusionado con el Observatorio de París, con Mouchez asumiendo la función de director de ambas instituciones hasta su jubilación en 1929.
Se mantuvo como investigador activo hasta su muerte. Su amigo, el también astrónomo Raymond Michard dijo de él que: "En su forma de ser, su carácter y su estilo de vida, Deslandres siempre permaneció más próximo al soldado (y oficial) que al erudito".

## Honores
Nombramientos
- Miembro Extranjero de la Royal Society[2]

Premios
- Medalla de Oro de la Sociedad Astronómica Real, (1913)
- Medalla Henry Draper de la Academia Nacional de Ciencias, (1913)[3]
- Premio Jules Janssen, (1920)
- Medalla Bruce de la Sociedad Astronómica del Pacífico, (1921)
- Socio de la Sociedad Real[2]

Epónimos
- El cráter lunar Deslandres
- El Premio Deslandres de la Academia Francesa de Ciencias
- El Asteroide 11763 Deslandres

### Necrologías
- MNRAS 109 (1949) 141
- Obs 68 (1948) 79 (un párrafo)
- PASP 60 (1948) 139 (un párrafo)

- Datos: Q520771
- Multimedia: Henri-Alexandre Deslandres / Q520771